# Batalla dels Quatre Chemins de l'Oie (1795)
La batalla de Quatre Chemins de l'Oie va tenir lloc el 5 de desembre de 1795 durant la guerra de Vendée. Durant aquesta lluita, el camp de l'Oie va ser assaltat pels Vendéans, però aquests últims es van retirar immediatament després de l'arribada dels reforços republicans.

## Preludi

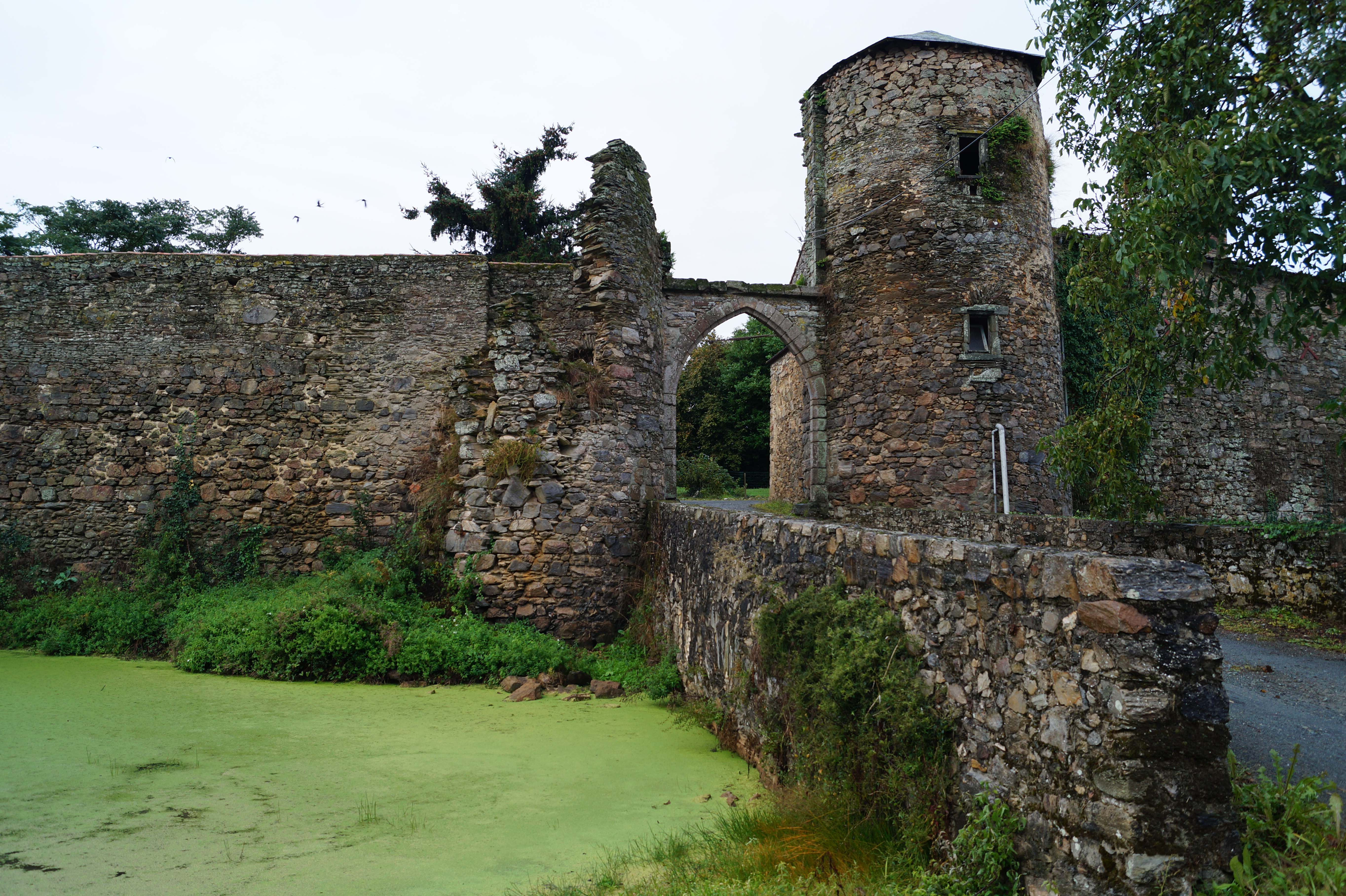
Castell de l’Hébergement-Hydreau (vista 2, 13 de setembre de 2015, Éduarel)

A principis de desembre de 1795, l'exèrcit de Vendée de Charette va anar al Château de Chantenay, a Saint-Denis-la-Chevasse, per tal d'aconseguir aliments i farratge. El dia 5, de desembre va atacar el campament de L'Oie, situat a una alçada prop del castell d'Hébergement-Hydreau, al sud de la cruïlla de Quatre Chemins, on hi havia les carreteres de Nantes a La Rochelle i de Sables-d' Olonne a Saumur. Aquest camp va ser ocupat aleshores per tropes de la columna de l'ajudant general Watrin, que el 2 de desembre havia rebut l'ordre del general Emmanuel de Grouchy, cap d'estat major de Lazare Hoche, d'"enganxar-se als passos de Charette", però que no havia tingut temps de moure's per un retard en els subministraments.

## Forces presents
En el bàndol republicà, l'ajudant general François Watrin tenia sota el seu comandament 3.265 homes estacionats entre Saint-Fulgent i el camp de L'Oie. Aquesta columna estava formada llavors per 1.500 homes de la 107a semi brigada, 460 homes dels caçadors de Cassel, 630 homes del 4t batalló de voluntaris de Dordogne, 475 homes del batalló dels Venjadors, 160 homes del 14è batalló i voluntaris d'Orléan 40 homes de cavalleria.
En el moment de l'atac, el nombre de soldats republicans presents al camp de L'Oie era de 800 segons Watrin, de 800 a 1.200 segons l'administrador republicà de Fontenay-le-Comte André Mercier du Rocher i de 2.000 segons l'oficial de Vendée. Pierre-Suzanne Lucas de La Championnière. L'historiador Lionel Dumarcet conserva la xifra de 800 homes. Aquests pertanyen a la 107a demibrigada.
Les forces vendéanes de Charette són estimades en 3.000 homes, entre ells 200 genets, per André Mercier du Rocher, {A 1.} Lionel Dumarcet, per la seva banda, estima el seu nombre més aviat entre 1.500 i 2.000 Jean-Baptiste de Couëtus lidera l'avantguarda de La Championnière comanda la divisió Pays de Retz en absència de Faugaret. Beaumel i Colin estan al capdavant de la cavalleria.

## Procés
El dia abans de l'atac, els Vendéans van dormir a Saint-Martin-des-Noyers. L'endemà, van llançar l'assalt al camp de l'Oie a les 3 de la tarda. Els republicans van quedar totalment sorpresos i van fugir en direcció a Saint-Fulgent.
Els Vendéans van posar primer en fuga les avantguardes republicanes, que es van escampar pel campament per apoderar-se del bestiar. Segons el relat de Lucas de La Championnière, els fugitius van llançar confusió entre els defensors del camp i els van arrossegar amb ells en la seva derrota. Així, el camp va caure ràpidament en mans dels Vendéans, però els republicans es van reunir a la carretera de Saint-Fulgent. Va començar llavors un tiroteig entre els republicans i la infanteria de la Vendée que ocupava el camp. Mentrestant, la cavalleria de la Vendée va aparèixer a la cantonada del parc del Château de L'Oie. Aleshores, la cavalleria i la infanteria van atacar conjuntament i van derrotar els republicans que fugien en direcció a Saint-Fulgent i que van ser perseguits més enllà de la cruïlla de Quatre Chemins.
Tanmateix, van aparèixer noves tropes republicanes. Alertat pel so del tret, l'ajudant general Watrin va dirigir un contraatac amb el batalló de Dordogne i el batalló dels Venjadors. Charette va donar llavors l'ordre de retirar-se i les seves tropes van evacuar el campament amb el seu botí.
Watrin renuncia a perseguir els Vendéans a causa de la nit. Es va atrinxerar amb les seves tropes a l'interior del castell i va fer enderrocar els murs del parc per establir atrinxeraments a l'alçada dels homes. També hi va aparcar el bestiar confiscat. Els republicans van esperar fins l'endemà un nou atac dels Vendéans que no va arribar, ja que Charette es va retirar al Bois du Détroit, abans de traslladar-se a Saligny el 7 desembre.

## Pèrdues
En el seu informe enviat al vespre del 5 de desembre al general Lazare Hoche, {A 2,} l'ajudant general Watrin va afirmar que les pèrdues entre els defensors del camp van ser d'aproximadament 50 homes, inclosos 29 ferits. L'oficial de la Vendée Pierre-Suzanne Lucas de La Championnière, però, dóna un peatge molt més pesat a les seves memòries i afirma que almenys 400 republicans van morir durant el combat. {A 3.} Le Bouvier-Desmortiers eleva aquest nombre a 600 morts, sense comptar els ferits11.
Les pèrdues de Vendée no es coneixen. Segons Lucas de La Championnière, Beaumel, el líder de la cavalleria, va resultar ferit7. També esmenta la mort del capità Fontaine i d'un genet anomenat Labbé7. Le Bouvier-Desmortiers afirma que aquesta victòria "va costar molt als reialistes" i informa que diversos oficials van morir o ferits.
L'endemà de la batalla, els Vendéans van alliberar una vivandière de la 107a semi brigada, així com quatre dones holandeses i un nen, criat d'un oficial, que havien estat capturats durant la presa del camp.